# Wu Gang

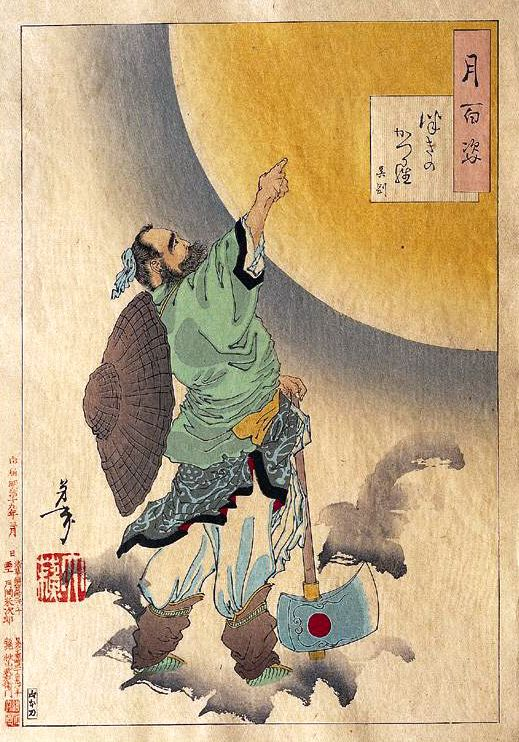
Wu Gang

Wu Gang (chiń. 吳剛; pinyin Wú Gāng) – bohater chińskich mitów ludowych.
Zgodnie z treścią podań Wu Gang zajmował się poszukiwaniem sposobu osiągnięcia nieśmiertelności. Swoim aroganckim pragnieniem złamania ustalonego porządku świata rozwścieczył bogów, którzy za karę umieścili go na Księżycu. Tam Wu Gang wykonuje niekończącą się pracę przy ścinaniu drzewa cynamonowego (桂, guì). Kiedy tylko odłoży siekierę, drzewo wyrasta na nowo.